# Myrmecaelurus implexus
Myrmecaelurus implexus är en insektsart som först beskrevs av Walker 1853.  Myrmecaelurus implexus ingår i släktet Myrmecaelurus och familjen myrlejonsländor. Inga underarter finns listade i Catalogue of Life.